# FlameZ
Shahar « flameZ » Shushan est un joueur professionnel israélien de Counter-Strike (CS), né le 22 juin 2003. Il est le petit frère du joueur d'esport Shiran  « shushan »  Shushan.
Le 22 juin 2025, le jour de ses 22 ans, flameZ remporte avec Vitality son tout premier major lors du 22ème major de Counter-Strike, le BLAST.tv Austin Major 2025.
Depuis juin 2023, il évolue au sein de la structure Team Vitality en tant que Rifler.  

## Biographie
Shahar « flameZ » Shushan découvre le monde du jeu vidéo dès son enfance, influencé par son frère aîné, Shiran  « shushan »  Shushan. Dès l'âge de 10 ans, il passe beaucoup de temps à observer son frère jouer à Counter-Strike 1.6, ce qui éveille en lui une passion pour le jeu. Très tôt, il se lance sur des serveurs de bunnyhop avant de s'initier à CS:GO en 2014. Il considère ce moment comme une occasion de se connecter avec d'autres joueurs, et un moyen de s'évader tout en se faisant des amis,. Il a d’ailleurs comme passion la natation et discuter avec des gens.
En grandissant, flameZ commence à prendre part à des tournois locaux en Israël, notamment avec l'équipe exDT. Il se distingue lors de sa première apparition officielle avec exDT à un événement en 2018. Cependant, sa montée en puissance ne se fait pas sans difficulté. En raison de son jeune âge (il n’a pas encore 16 ans), il est souvent contraint de se retirer de certaines compétitions importantes. C’est à ce moment qu'il se fixe un objectif : sortir de l'ombre de son frère et devenir un joueur reconnu, pas seulement pour son nom, mais pour ses propres performances.
Après un passage chez Aequus, il arrive chez Finest en 2019 avant de se concentrer sur son développement personnel en rejoignant la FPL-C (circuit en ligne organisé par Faceit). Malgré des conditions difficiles, notamment un PC peu performant, il persévère en jouant de nombreuses heures et voit ses performances s'améliorer. Son travail acharné, soutenu par des conseils d’amis comme Roey « ZENCER » Kimhi, font de lui un modèle pour les joueurs israéliens (comme avec Lotan « Spinx » Giladi (avec qui il a joué et qui sera son coéquipier chez Vitality plus tard)). Sa réussite inspire beaucoup de jeunes talents en Israël à poursuivre leurs rêves malgré les obstacles, notamment le service militaire.
Il passe ensuite rapidement par Adaptation et Tikitakan puis rejoint Endpoint en septembre 2020, où il trouve sa première véritable équipe professionnelle. Il se distingue par ses performances remarquables, remportant l'ESEA MDL Season 35 Europe, et se qualifiant pour sa première saison de l'ESL Pro League. Cette expérience avec Endpoint lui permet de se forger une réputation solide sur la scène européenne de Counter-Strike, où il commence à rivaliser avec les meilleures équipes, tout en bénéficiant d'un soutien crucial dans un environnement en ligne pendant la pandémie de COVID-19.
En 2021, flameZ signe avec OG, une équipe reconnue sur la scène internationale. Au sein de l’équipe dirigée par Aleksi « ⁠Aleksib⁠ » Virolainen, il fait ses preuves lors de tournois de premier rang comme l’IEM Summer et l’ESL Pro League, où il se distingue par ses performances solides. En 2022, il joue son premier Major avec OG à l’IEM Rio, et il réalise une belle performance lors des BLAST World Finals 2022, où son équipe atteint les demi-finales. Cependant, malgré quelques succès notables, OG manque de constance et il devient évident que flameZ aspire à davantage de succès sur la scène internationale, ce qui le pousse à envisager un transfert.
Finalement, en 2023, en fin de son contrat avec OG et des performances en constante amélioration, flameZ rejoint Vitality, l'une des équipes les plus prestigieuses de la scène mondiale. Son arrivée coïncide avec un moment historique pour l'équipe, fraîchement couronnée championne du Major de Paris. Dès ses débuts avec Vitality, flameZ connaît un succès rapide, atteignant les demi-finales de l'IEM Cologne et remportant son premier trophée niveau S-Tiers avec l’équipe lors de Gamers8 (et le derniers sur CS:GO). Ce transfert marque une étape importante dans la carrière de flameZ, consolidant sa place parmi les meilleurs joueurs du monde et avec le remplacement de CS:GO par CS2 sur la scène e-sportive,. Quelques semaines plus tard, alors que l’équipe subis d’important changement avec l’arrivé de XTQZZZ et mezii, il remporte en décembre le BLAST Premier: Fall Final 2023 puis BLAST Premier: World Final 2023.
Il remporte le trophée le plus important de sa carrière en août 2024 avec la victoire 3-1 contre NAVI lors de l’IEM Cologne au cœur de la Lanxess Arena « Cathédrale de Counter-Strike ». En novembre 2024, la structure française annonce sa prolongation de contrat jusqu’en 2027. Il est élu pour la première fois de sa carrière dans le top20 HLTV des meilleurs joueurs de la saison en arrivant à la 7e place.
Début 2025, lors du BLAST Bounty Spring, flameZ est impliqué dans un incident où il exhibe son majeur devant l’équipe de production avant le début du match contre Eternal Fire. Ce geste, qui est d'abord mal interprété comme une provocation envers les adversaires, est rapidement clarifié par le joueur comme étant une plaisanterie. Les organisateurs du tournoi, BLAST, reconnaissent que l'incident a été montré hors contexte et s'excusent pour la vague de réactions négatives qu'il a générées.
Après une année 2024 en dents de scie, avec seulement une victoire malgré les nombreux playoffs, Vitality remportent début 2025, l'IEM Katowice 2025, dans le Hall of Heroes, l'une des compétitions les plus prestigieuses du circuit avec les Majors et l'IEM Cologne. C’est le premier trophée soulevé avec l’estonien Ropz avec qui il a été comparé plus jeune et qui remplace son compatriote israélien Spinx.
Le 22 juin 2025, le jour de ses 22 ans, flameZ remporte avec Vitality son tout premier major lors du 22ème major de Counter-Strike, le BLAST.tv Austin Major 2025,.

## Palmarès

### Équipe / Structure
| Tournois                       | Tiers   | Année | Équipe        |        |
| ------------------------------ | ------- | ----- | ------------- | ------ |
| Spring Sweet Spring #2         | A-Tiers | 2021  | OG            | [ 15 ] |
| Gamers8                        | S-Tiers | 2023  | Team Vitality | [ 16 ] |
| BLAST Premier: Fall Final 2023 | S-Tiers | 2023  | Team Vitality | [ 17 ] |
| BLAST Premier: World Final     | S-Tiers | 2023  | Team Vitality | [ 18 ] |
| IEM Cologne 2024               | S-Tiers | 2024  | Team Vitality | [ 8 ]  |
| IEM Katowice 2025              | S-Tiers | 2025  | Team Vitality | [ 11 ] |
| ESL Pro League Season 21       | S-Tiers | 2025  | Team Vitality | [ 19 ] |
| BLAST Open Lisbon 2025         | S-Tiers | 2025  | Team Vitality | [ 20 ] |
| IEM Melbourne 2025             | S-Tiers | 2025  | Team Vitality | [ 21 ] |
| Intel Grand Slam Seasons 5     | S-Tiers | 2025  | Team Vitality | [ 21 ] |
| BLAST Rivals Spring 2025       | S-Tiers | 2025  | Team Vitality | ,      |
| IEM Dallas 2025                | S-Tiers | 2025  | Team Vitality | [ 24 ] |
| BLAST.tv Austin Major 2025     | S-Tiers | 2025  | Team Vitality | ,      |

### Individuel
- Faceit FPL Season 16 top1[25]
- Top 7 HLTV best player 2024[1]